# Ореховка (Одесская область)
Ореховка (укр. Оріхівка) — село, относится к Болградскому району Одесской области Украины.

## История
В 1945 г. Указом ПВС УССР село Пандаклия переименовано в Ореховку.
Население по переписи 2001 года составляло 2426 человек. Почтовый индекс — 68721. Телефонный код — 4846. Занимает площадь 2,79 км². Код КОАТУУ — 5121485701.

## Население и национальный состав.
По данным переписи населения Украины 2001 года распределение населения по родному языку было следующим (в % от общей численности населения):
По Ореховскому сельскому совету: украинский — 2,10 %; русский — 1,81 %; болгарский — 93,98 %; гагаузский — 0,82 %; молдавский — 0,91 %; немецкий — 0,04 %; цыганский — 0,16 %.

## Местный совет
68721, Одесская обл., Болградский р-н, с. Ореховка, ул. Школьная, 74